# Západ

Západ je označen písmenem Z

Západ je jedna ze čtyř hlavních světových stran. Zkratkou je písmeno Z nebo W z německého der Westen nebo anglického west. Zároveň je západ směr, kterým zapadá slunce.
Slovo „západ“ se píše s malým počátečním písmenem, a to i na obrázcích, zkratka Z velkým písmenem.
Výrazem „Západ“ se označuje také západní polovina Starého světa. Také prostor, který obývají národy, jež si osvojily západní kulturu (kultura Západu); krajiny a kraje ležící západním směrem (Osvícenství vzniklo na Západě.).
Viz též „Západ“ ve smyslu západní blok (V Helsinkách se uskutečnila jednání mezi Západem a Východem.) V období studené války, se výrazem „na Západ“ myslelo na západní stranu železné opony.
Západ a východ tvoří půlkruhy orbis terrarum.